# Macrodactylus pumilio
Macrodactylus pumilio é um besouro da família dos escarabeídeos da ordem dos coleópteros.